# Lac George (Ouganda)
Pour les articles homonymes, voir Lac George.
Le lac George ou lac Dweru, en anglais Lake George, est un lac d'Ouganda.

## Géographie
Ce lac est situé au nord-est du lac Édouard dans lequel il se déverse par le canal de Kazinga. Il fait partie du système des Grands Lacs, bien qu'il ne soit pas considéré comme un Grand Lac lui-même. Il est situé sur l'équateur.
La rive nord est progressivement occupée par des zones humides.
Ses eaux sont menacées par la pollution issue des mines de cuivre de Kilembe.

## Toponymie
À l'instar d'autres lacs de la région, il porte le nom d'un membre de la famille royale britannique, en l'occurrence celui de George V.

## Découverte
Henry Morton Stanley est le premier explorateur européen à l'avoir découvert.

## Faune
Le lac abrite de nombreuses espèces animales, en particulier d'oiseaux. Il fait partie à ce titre du parc national de la Reine Élisabeth.  